# Золота доба порно
Золота доба порно (англ. Golden Age of Porn) або порноши́к (англ. porno chic) — період у порнографії з кінця 1960-х до середини 1980-х років.
Пізніше термін використовувався для звернення до мейнстрімової порнографії та використанню образів з порнографії в популярній культурі, на зразок реклами, відеокліпів, фільмів і кабельного телебачення.

## Актори
Серед акторів періоду вирізняються: Лінда Лавлейс, Мерелін Чемберс, Енні Спрінкл, Ліза Де Леув, Жаклін Лоренс, Ніна Гартлі, Джульєт Андерсон («Aunt Peg»), Сека, Гаррі Рімз, Джон Леслі, Джек Вранглер, Рон Джеремі («the Hedgehog»), Джон Холмс.

## Фільми
Деякі фільми періоду:
- Хлопці в піску (США, 1971)
- Глибоке горло (США, 1972)
- За зеленими дверима (США, 1972)
- Диявол в міс Джонс (США, 1973)
- Еммануель (Франція, 1974)
- Почуття (Франція, 1975)
- Аліса в Країні чудес (США, 1976)
- Задзеркалля(США, 1976)
- Відкриття Місті Бетховен (США, 1976)
- Деббі підкорює Даллас (США, 1978)
- Ніч на Адонісі (США, 1978)
- Джек і Джил (США, 1979)
- Ненаситна (США, 1980)
- Нічні мрії (США, 1981)
- Кафе «Флеш» (США, 1982)